# Giuseppe La Rosa
Giuseppe La Rosa (* 1963 in Cosenza) ist ein italienischer Filmregisseur.

## Leben
La Rosa ließ sich am Centro Sperimentale Televisivo in Rom zum Kameramann ausbilden und studierte Regie am „Cinema Ipotesi“ von Ermanno Olmi. Sein erster mittellanger Film Interno notte entstand 1996 für das Fernsehen. Nach einigen Kurzfilmen inszenierte er sein Spielfilmdebüt Borderline nach eigenem Drehbuch; danach entstanden weitere kurze Werke und der Fernsehfilm Suherio (2004). 2009 drehte La Torre Musica da cucina.

## Filmografie (Auswahl)
- 1998: Borderline